# Aguas Limpias
L’Aguas Limpias (Gualempeda en aragonais) est l'un des principaux affluents du Gállego, lui-même affluent de l'Èbre. Il prend sa source à plus de 2 300 mètres, dans le cirque de Piedrafita, et se jette dans le Gállego après un cours de 13,5 kilomètres, à proximité de Sallent de Gállego. 